# Aszurbanipal

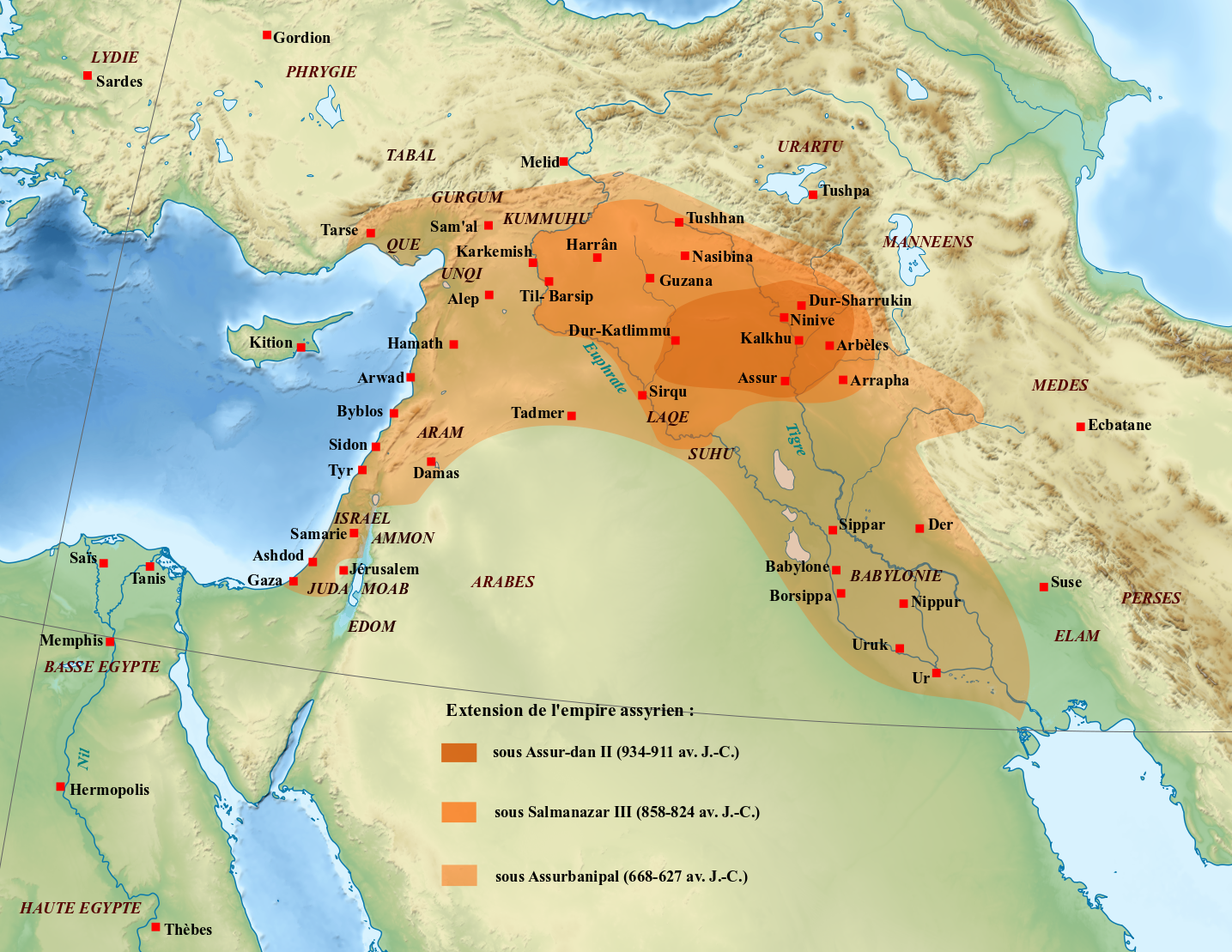
Mapa imperium asyryjskiego za czasów Aszurbanipala (na brązowo)

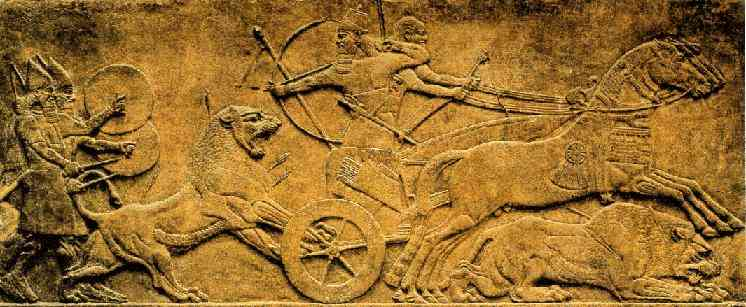
Aszurbanipal polujący na lwy – jeden z reliefów z Niniwy; zbiory British Museum.

Aszurbanipal na polowaniu – jeden z reliefów z Niniwy; zbiory British Museum

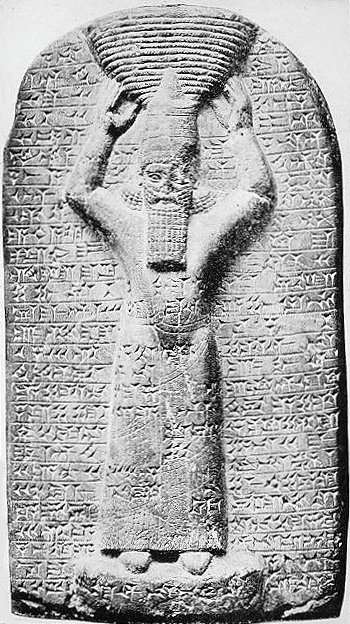
Aszurbanipal jako budowniczy świątyni z koszem z ziemią na głowie – wizerunek na tzw. steli Aszurbanipala; zbiory British Museum

Aszurbanipal, Asurbanipal, właśc. Aszur-bani-apli (akad. Aššur-bāni-apli, tłum. „bóg Aszur jest twórcą syna pierworodnego”), w tradycji biblijnej Asnefar bądź Asnappar  – król Asyrii z dynastii Sargonidów; syn Asarhaddona; założyciel słynnej biblioteki w Niniwie; panował w latach 669-631 p.n.e.; pomimo rozruchów wewnętrznych utrzymał państwo w granicach od Zatoki Perskiej do Morza Śródziemnego.
Rzymski historyk Marek Junianus Justynus utożsamia go z Sardanapalem, jednakże fikcyjny Sardanapal jest określany jako ostatni król Asyrii oraz nieskuteczny, słaby i rozpustnego charakteru, podczas gdy w rzeczywistości Aszurbanipal miał jeszcze trzech następców a sam był wykształconym, skutecznym, wysoce zdolnym i ambitnym królem-wojownikiem.

## Wczesne lata
Aszurbanipal przed objęciem rządów w kraju odebrał staranne wykształcenie. Inskrypcje przedstawiają go jako pierwszego władcę asyryjskiego (i jedynego), który posiadł umiejętność czytania i pisania:
Ja Aszurbanipal, twór boga Aszura i bogini Belit, książę dziedziczny posiadłem mądrość boga Nabu; opanowałem wszelką sztukę pisarską wszystkich mistrzów pisma, ilu ich jest (...)
Przypuszczalnie młody królewicz był pierwotnie przeznaczony do stanu kapłańskiego, gdzie poznał trudną zdolność posługiwania się pismem klinowym oraz nauczył się odczytywania tekstów akadyjskich i sumeryjskich. Umożliwiło mu to poznanie dziedzictwa kulturowego Sumeru i Babilonii.

## Objęcie władzy
Asarhaddon po utracie najstarszego syna, który poległ w 672 p.n.e. dążył do wyjaśnienia kwestii dziedziczenia tronu spośród swoich pozostałych synów zawierając tzw. traktaty wasalne potwierdzone przez arystokrację asyryjską oraz plemiona Medów. Do tego momentu monarchia asyryjska nie precyzowała kwestii następstwa tronu aktami prawnymi, ponieważ przyjętą praktyką dotychczas było obejmowanie władzy przez najstarszego syna panującego.Traktat ten określał zasady objęcia władzy: przez starszego syna Szamasz-szuma-ukina w Babilonii oraz młodszego Aszurbanipala w Asyrii po śmierci Asarhaddona, który domagał się od swoich poddanych wypełnienia jego woli, pomoc jego synom w objęciu tronów i zachowania im wierności. Wszystkie te klauzule zostały obłożone przysięgami na bogów i miały zagwarantować pokojową sukcesję. Zapobiegliwość władcy miała uchronić państwo i dynastię Sargonidów przed wstrząsami i rozłamem jakie towarzyszyły w momencie objęcia władzy samemu Asarhaddonowi, którego ojciec Sennacheryb został zamordowany przez starszych braci króla.

### Tytuł królewski
Aššur-bani-apli, šar kiššati, šar māt Aššur – tłum. „Aszurbanipal, król świata (dosł. król wszystkiego), król Asyrii”

## Polityka podbojów
Pomimo tego, iż Aszurbanipal był lubiany przez poddanych, był także znany ze swojego okrucieństwa wobec wrogów. Niektóre obrazy przedstawiają go, jak wkładał łańcuch psa w szczękę pokonanego arabskiego króla, a następnie zmuszał go do życia w psiej budzie.
Wiele obrazów z tego okresu uwypukla jego brutalność; jednakże asyryjska surowość była zarezerwowana wyłącznie dla tych, którzy podnieśli broń przeciwko asyryjskiemu królowi, a ani Aszurbanipal, ani jego poprzednicy nie przeprowadzali ludobójstw, masakr lub czystek etnicznych przeciwko ludności cywilnej.

### Podbój Egiptu
Aszurbanipal odziedziczył po swoim ojcu nie tylko tron, ale także trwającą rewoltę w Egipcie wywołaną przez kuszyckiego władcę, Taharkę.
W 667 r. p.n.e. zorganizował wyprawę na Egipt. Pokonał króla Taharkę z władającej Egiptem XXV dynastii kuszyckiej; król ten zbiegł na południe do Napaty. Wojska asyryjskie w swoim pochodzie przez kraj nad Nilem pokonały wojska Taharki w pobliżu Memfis.
Aszurbanipal rozumiał, że do władania tak odległym krajem nie wystarczą tylko namiestnicy i wojsko krwawo tłumiące bunty, dlatego spośród egipskiej arystokracji, która uznała się za jego wasali, wybrał Necho z Sais, jako swojego przedstawiciela w zdobytym kraju:
 Przyodziałem go (Necho) w barwne szaty, włożyłem mu na szyję złoty łańcuch – oznakę władzy, nanizałem na jego palce złote pierścienie, darowałem mu żelazny puginał w złotej oprawie z wyrytym na nim moim imieniem. Obdarzyłem go rydwanami, rumakami, mułami dla podniesienia jego świetności. Posłałem mu moich zaufanych ludzi i namiestników gwoli wojennego sojuszu z nim.
Asyryjskie panowanie w Egipcie za pośrednictwem Necho z Sais i jego syna Psametycha było podważane przez obalonych władców kuszyckich najpierw Taharki, później przez Tanutamona i Atlanersa, którzy dążyli do odzyskania tronu faraonów.
Część arystokracji wywiózł do Niniwy jako zakładników. W 664 r. p.n.e. zmarł Taharka, a władzę objął jego siostrzeniec i następca, Tanutamon, który zdołał zdobyć Górny Egipt z Tebami, Dolny zaś pozostał lennem asyryjskim.
W 663 Asyryjczycy wyruszyli na kolejną wyprawę do Egiptu. Głównym celem było usunięcie z Egiptu ostatniego władcy  kuszyckiego, który był źródłem ciągłych niepokojów w kraju nad Nilem. Zdobycie i zburzenie Teb zostało opisane w inskrypcji przez Aszurbanipala:
Podczas mojej drugiej wyprawy skierowałem się na Egipt i Etiopię. Tanutamon usłyszawszy o mojej wyprawie i o tym, że wtargnąłem na ziemie Egiptu, opuścił miasto Memfis i gwoli ocalenia swojego życia uciekł do Teb. Królowie namiestnicy i nadzorcy, których mianowałem w Egipcie przyszli do mnie i całowali moje stopy. Ruszyłem w pogoń za Tantuamonem i doszedłem do Teb – jego potężnej twierdzy.
Ujrzawszy moc mojego natarcia opuścił Teby i uciekł do Kipkipi. Z pomocą boga Aszura i bogini Isztar miasto owo zdobyłem w całości, srebro, złoto, drogie kamienie, wszystkie skarby jego pałacu, barwne płócienne odzienie, rosłe rumaki, ludzi- mężczyzn i kobiety, dwa wysokie obeliski sporządzone z jasnego złotego stopu obydwa ważące 2500 talentów (75 ton) i stojące u bram świątyni, wydarłem z ich miejsc i zabrałem do Asyrii.
Niezliczone łupy zdobyłem w Tebach. Oręż mój uczyniłem gorzkim dla Egiptu i Etiopii i umocniłem moje zwycięstwo. Z pełnymi rękami powróciłem do Niniwy- miasta w którym sprawowałem władzę.
Władzę nad Egiptem Asyryjczycy utracili ok. 650 r. p.n.e. na rzecz swojego wcześniejszego lennika Psametycha. Aszurbanipal zajęty rebelią brata w Babilonii i wojną z Elamem nie dążył do odzyskania kraju nad Nilem.

### Wojna z koalicją babilońsko-elamicką
Zgodnie z decyzją Asarhaddona, Aszurbanipal panował w Niniwie, a jego brat Szamasz-szuma-ukin rządził w Babilonie. Początkowo relacje w imperium układały się pomyślnie, jednak ambicja namiestnika Babilonii pchnęła go do przyłączenia się do antyasyryjskiej koalicji Elamu i Chaldejczyków.
Aszurbanipal uderzył na Babilonię, oblegając stolicę oraz Borsippę. Po czterech latach oblężenia Babilon został zdobyty w 648 r. p.n.e., lecz na rozkaz króla miasto zostało tym razem oszczędzone:
A na ludzi, którzy byli doradcami Szamasz-szuma-ukina, brata wiarołomnego, w tym niecnym dziele i zło uczynili, którzy ulękli się śmierci i ceniąc swe życie nie rzucili się wraz z Szamasz-szuma-ukinem, panem swoim w ogień, którzy uratowali się przed ostrzem żelaznego miecza, głodem, cierpieniami i płonącym ogniem i znaleźli schronienie –  (na nich) spadła sieć bogów, władców moich, przed którą nie podobna uciec. Ani jeden nie uciekł, (ani jeden) zbieg nie uszedł z rąk moich. Wojownikom tym wyrwałem ich zuchwałe usta, które bluźniły przeciw Aszurowi, memu bogu (...).
Namiestnikiem spacyfikowanej prowincji mianował Kandalanu.
Stosunki z sąsiednim Elamem tylko w pierwszych latach układały się pokojowo. W czasie klęski głodu w Suzie władca asyryjski  wysłał nawet zboże. W 664 r. p.n.e. elamicki król Urtak zaatakował Babilonię, lecz jego atak został szybko odparty. Po jego rychłej śmierci nastąpił kryzys w państwie, ponieważ władzę w Suzie objął Tepti-Humban-Inszuszinak (w źródłach asyryjskich Teumman), który nie był legalnym spadkobiercą. Część arystokracji elamickiej nie uznała tej sukcesji, widząc w Teumanie uzurpatora, dlatego zwrócili się do Aszurbanipala z prośbą o mediację. Dla asyryjskiego króla był to dogodny moment na wmieszanie się w wewnętrzne rozgrywki we wrogim państwie. Poparł Humban-nikasza II, najstarszego syna Urtaka. Do rozstrzygnięcia doszło w bitwie nad rzeką Ulai. Wojska asyryjskie rozgromiły Teummana, który został pojmany i zabity. Jego odciętą głowę niesiono na czele wojsk asyryjskich w czasie pochodu przez Elam, a następnie zawieszono na jednej z bram Niniwy. Do dziś zachował się też relief, na którym widzimy odpoczywającego w ogrodzie Aszurbanipala przyglądającego się wiszącej na drzewie głowie króla elamickiego. Na tron Elamu Asyryjczycy wprowadzili Humban-nikasza II jako króla Madaktu. Upadek Suzy w 647 r. p.n.e.  Aszurbanipal opisał w inskrypcji:
Suza, wielkie święte miasto, dom ich boga, siedziba ich tajemnic, zdobyłem. Wszedłem do jej pałaców, otworzyłem jej skarbce, gdzie srebro i złoto, dobra i bogactwo zostały nagromadzone... Zniszczyłem (...) Zredukowałem świątynie Elamu do niczego; ich bogowie i boginie rozproszył wiatr. Grobowce ich starożytnych i ostatnich królów, które zdewastowałem, wystawiłem do słońca i zabrałem ich kości do ziemi Aszura. Zdewastowałem prowincje Elamu i na ich ziemiach posiałem sól

## Działalność kulturalna
Aszurbanipal założył ogromną bibliotekę w Niniwie, gromadząc w niej całą ówczesną wiedzę (około 30 tysięcy glinianych tabliczek zapisanych pismem klinowym, zawierających poezje oraz teksty filozoficzne, medyczne, historyczne, astronomiczne i administracyjne). Wśród zachowanych do dziś tekstów znajdują się fragmenty najstarszej znanej księgi alchemicznej pt. Wrota pieca. Księga ta zawiera opis pieca alchemicznego oraz opisy różnych operacji alchemicznych. Wymienione są w niej nazwy metali połączone z bóstwami: srebro – Anu (Niebo), miedź – Ea (Powietrze). Traktat ten zawiera ponadto wyraźną tezę o przemianie metali. W bibliotece odnaleziono epos o Gilgameszu, z fragmentami o raju i potopie.
Aszurbanipal sam siebie przedstawia w inskrypcjach jako człowieka wykształconego, który potrafi czytać i pisać w piśmie klinowym.